# Lycon d'Iasos
Lycon (ou Lyco, grec moderne : Λύκων, mais aussi appelé Lycus ; IVe siècle av. J.-C.) d'Iasos, en Carie, était un philosophe pythagoricien. Il a écrit une attaque contre le style de vie somptueux d'Aristote et a donc probablement vécu dans la seconde moitié du IVe siècle av. J.-C.. Il a écrit un ouvrage Sur la vie pythagoricienne, dans lequel il a souligné, entre autres, le « mode de vie tempéré » de Pythagore, : en effet, Pythagore aurait eu un régime simple, consommant une quantité modérée de nourriture. On peut probablement identifier Lycon d'Iasos au Lycon du Catalogue de Jamblique (Catalogue se situant à la fin de la Vie de Pythagore et listant les noms de 218 hommes et 16 femmes). Cependant, Zhmud distingue prudemment trois ou quatre personnes ayant porté le nom Lycon,.